# Riley 4
Die Modelle Riley 4/68 und Riley 4/72 wurden von der British Motor Corporation von April 1959 bis Ende der 1960er Jahre hergestellt. Die Karosserien waren mit den von Pininfarina entworfenen Modellen Austin A55 / A60, MG Magnette Mark III, Morris Oxford Mark V und Wolseley 15/60 baugleich. Der Motor entsprach dem des MG Magnette, jedoch mit einer weniger scharfen Nockenwelle. Ein anderes verwandtes Auto war der Di Tella 1500 (einschl. Di Tella Traveller und Di Tella Argenta), der 1959–1965 in Argentinien hergestellt wurde.

## Riley 4/68 und Di Tella 1500 / Traveller / Argenta
Der Riley 4/68 gehörte zur Modellfamilie BMC ADO9. Er hatte die 2-Vergaser-BMC-B-Serien-4-Zylinder-Maschine mit 1489 cm³ Hubraum und 66,5 bhp (49 kW) Leistung. Das war um 6 bhp (4 kW) mehr als der Wolseley. In den 2 Jahren bis 1961 wurden 10.940 Stück hergestellt.
Während der Riley 4/68 in Großbritannien durch den 4/72 ersetzt wurde, lief die Produktion der argentinischen Modelle Di Tella 1500, Di Tella Traveller und Di Tella Argenta noch bis 1965 weiter.

## Riley 4/72 und Comet
1961 wurde das Auto zum Riley 4/72. Der Motor hatte nun 1.622 cm³ Hubraum, 2 SU-Vergaser und 68 bhp (50 kW) Leistung. Es besaß auch eine verbesserte Radaufhängung mit Torsionsstäben. Das Fahrgestell hatte 25 mm mehr Radstand und war etwas kürzer. Baugleich war der Wolseley 16/60, allerdings nur mit 61 bhp (45 kW). Der Riley 4/72 wurde in Österreich auch als Riley Comet verkauft.
Als der Riley 4/72 1969 eingestellt wurde, waren 14.151 Stück verkauft worden.